# Venezianisches Albanien

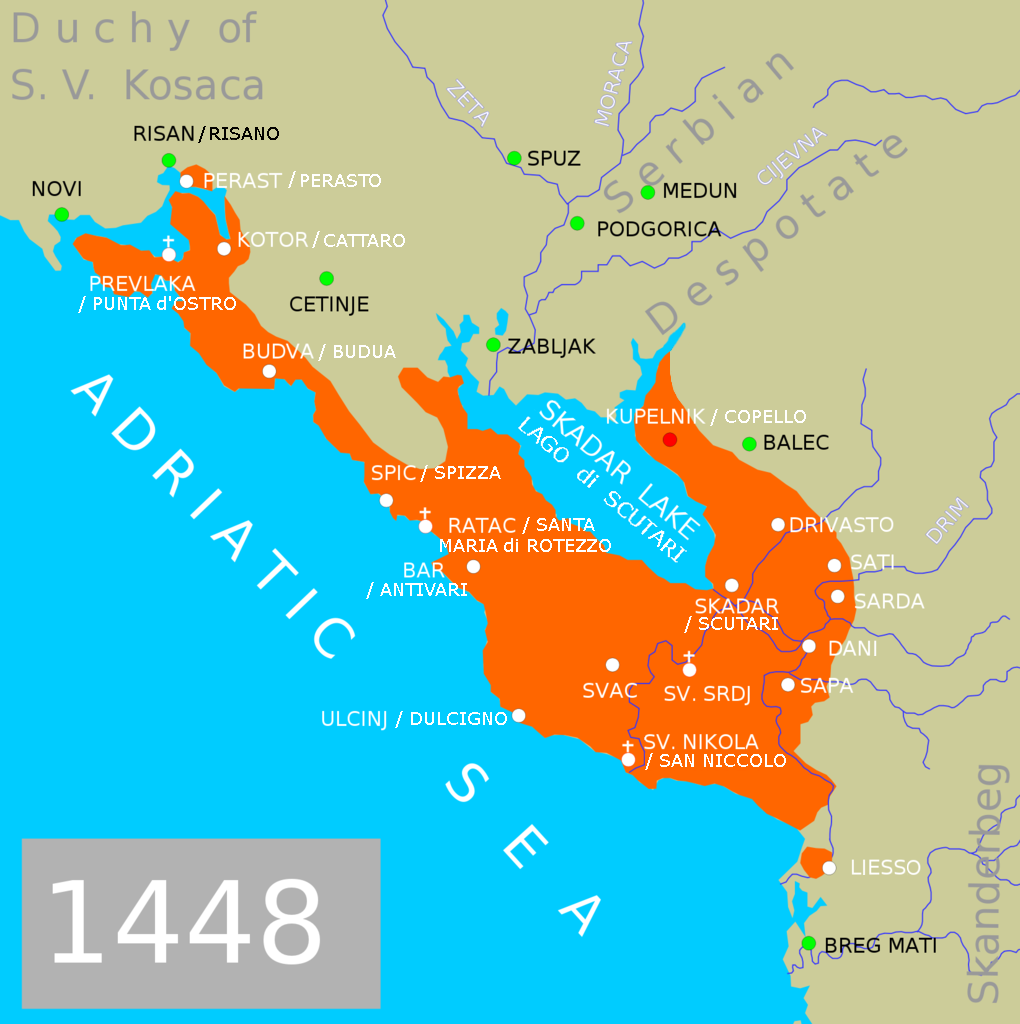
Das venezianische Albanien zur Zeit seiner größten Ausdehnung 1448

Venezianisches Albanien (italienisch Albania veneta) ist ein historisch-geographischer Begriff, den die venezianische Verwaltung seit dem 15. Jahrhundert für die Besitzungen der Republik Venedig an der heute im Wesentlichen montenegrinischen Adriaküste verwendete. Wie das weiter nördlich gelegene Dalmatien und die Ionischen Inseln vor der griechischen Küste bildete das venezianische Albanien einen eigenständigen Verwaltungsbezirk unter Führung eines in Cattaro ansässigen Provveditore. Mit teilweise wechselnden Grenzen befand sich das Gebiet rings um die Bucht von Kotor von 1420 bis 1797 im Besitz der Serenissima. Das venezianische Albanien bildete mit seinen stark befestigten Küstenorten einen wichtigen Vorposten gegen das Vordringen des Osmanischen Reichs längs der Adriaküste.

## Geschichte

### Die Bildung der Provinz und ihre Ausdehnung

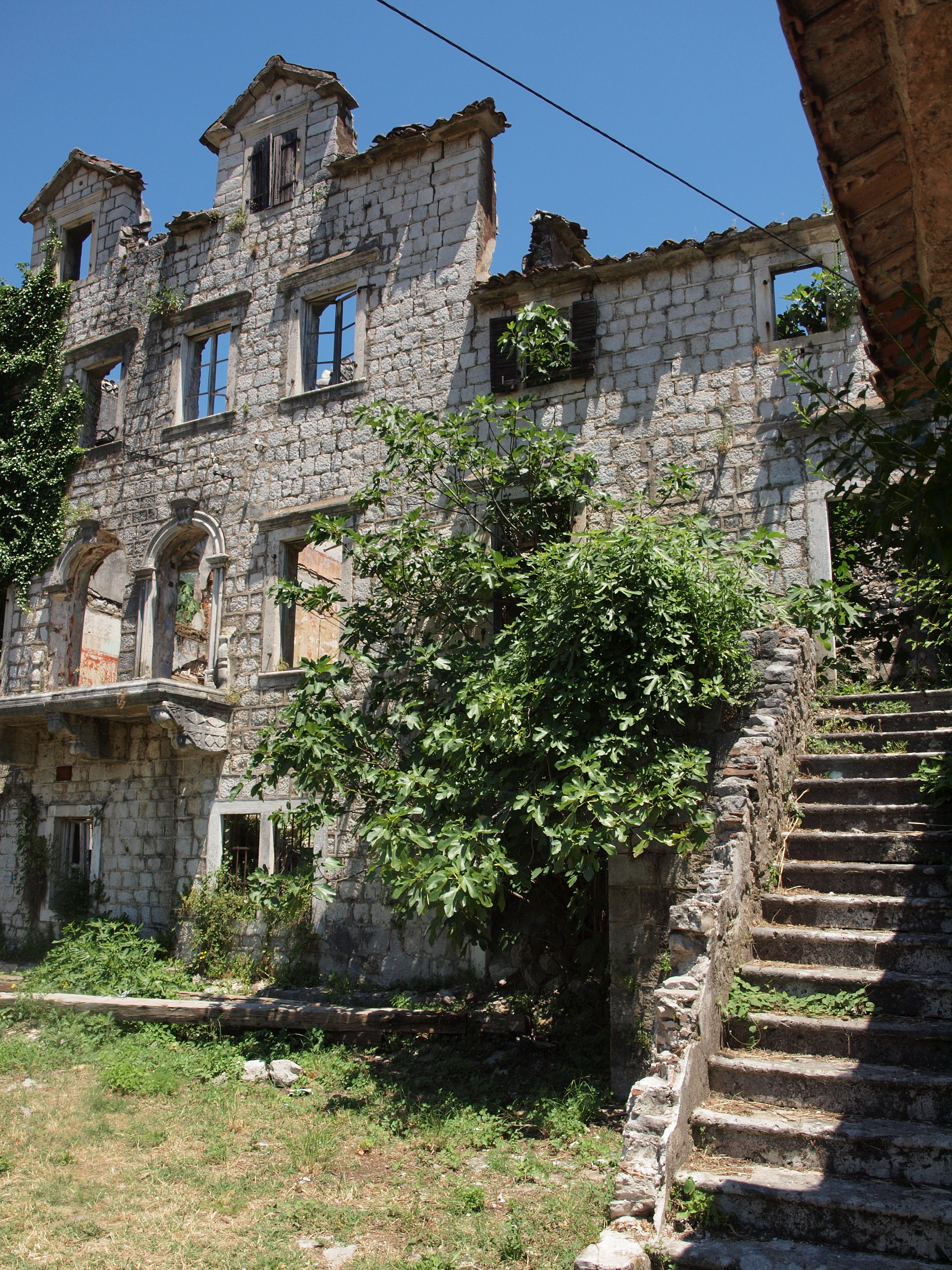
Ruinen eines venezianischen Palato in Risano

An der Wende vom 14. zum 15. Jahrhundert expandierte die Republik Venedig an der adriatischen Küste der Balkanhalbinsel. Mit Ausnahme von Ragusa konnten die Venezianer alle wichtigen Städte in Dalmatien, an der Bucht von Kotor und weiter südlich bis nach Durazzo ihrer Herrschaft unterwerfen. Wichtigstes Ziel des Senats war es dabei, eine ununterbrochene Kette von Stützpunkten und Häfen in die Hand zu bekommen, die den Seeweg in die Levante sichern sollten. Neben der alten Rivalität mit dem Königreich Ungarn, von dem die dalmatinischen Städte mehr oder weniger abhängig waren, spielte dabei die Überlegung, dass die kleinen Fürstentümer in Albanien, Montenegro und der Herzegowina dem Vordringen der Türken auf Dauer nicht würden standhalten können, die entscheidende Rolle. Man entschloss sich in Venedig daher, die Küstenstädte einzunehmen, ehe die Osmanen dort Fuß fassten.
Beginnend mit Durazzo (1392) und Scutari (1396) brachten die Venezianer in den folgenden 50 Jahren alle Küstenstädte bis zur Bucht von Kotor in ihren Besitz: Cattaro, Risano, Perasto und Téodo (1420/21), Budua (1442), Dulcigno, San Stefano, Antivari mit Spizza und Castellastua sowie Alessio (1443). Hinzu kamen zeitweise Orte im Landesinneren, so am Skutarisee oder auch die Burg Croia.
Die Verwaltung und der militärische Schutz all dieser Besitzungen war bis ins zweite Drittel des 15. Jahrhunderts hinein nur mäßig organisiert. Die Venezianer begnügten sich damit, in den einzelnen Städten einen Rettore oder Capitano einzusetzen, der vor Ort für die militärischen Angelegenheiten und das Einheben der Steuern zuständig war. Bedurfte es überregionaler Koordination, so wurde zumeist der Golfkapitän (ital. Capitano di Golfo), der Oberbefehlshaber der venezianischen Flotte in der Adria, damit betraut.
Der Schock nach der Niederlage im 2. Venezianischen Türkenkrieg (1463–1479), aber auch der allgemeine Trend jener Zeit zur Rationalisierung von Herrschaft und Verwaltung, führten dazu, dass Senat und Regierung Venedigs die Orte an der montenegrinischen Küste zu einer Provinz unter Führung eines Provveditore zusammenfassten. Alessio, Scutari und Croia hatte man 1479 abtreten müssen; so blieben für den „Venezianisches Albanien“ genannten Verwaltungsbezirk die Bucht von Cattaro, Téodo, Budua, Antivari und Dulcigno. Die nun recht isoliert gelegene mittelalbanische Hafenstadt Durazzo wurde nicht mit einbezogen. Sie fiel aber bereits 1503 an die Türken.
Im Norden grenzte das venezianische Albanien bis 1699 bei Prevlaka an das Gebiet der Republik von Ragusa. Dort kam es immer wieder zu Auseinandersetzungen zwischen den beiden Republiken.
Der Landesname Albania bildet im Venetischen gleichsam das Antonym zu Montenegro, dem angrenzenden Bergland, das nicht in der Hand der Republik war. Beide Toponyme tauchen im 15. Jahrhundert etwa gleichzeitig in den venezianischen Quellen auf, während das heutige Albanien in dieser Zeit noch zum Epiro (dt. Festland) gerechnet wurde. Die Grenzen waren allerdings fließend. Im Laufe des 16. Jahrhunderts verwendeten die venezianischen Quellen dann immer häufiger das Begriffspaar Albania veneta und Albania turca um die „beiden“ Albanien voneinander zu unterscheiden.
Albaner lebten nur wenige in der venezianischen Provinz und zwar vor allem in den Städten Dulcigno und Antivari. Die meisten Bewohner waren alteingesessene dalmatinisch sprechende Romanen oder Südslawen. Unter letzteren gab es einen bedeutenden Anteil orthodoxer Christen. Dazu kamen die Soldaten von außerhalb, meistens Italiener aus der Terraferma aber auch Söldner aus vielen Teilen Europas.

### Die venezianische Oberherrschaft vom 16. bis zum 18. Jahrhundert
In der 20-jährigen Friedensperiode nach 1479 bauten die Venezianer die Befestigungen der meisten Küstenstädte aus und stationierten einen eigenständigen Flottenverband in der Bucht von Kotor unter dem Befehl des dortigen Provveditore.
Um die Zusammenarbeit in der Adria-Region zu gewährleisten, musste der Provveditore des venezianischen Albaniens nicht nur dem Senat in Venedig, sondern auch dem Gouverneur von Dalmatien regelmäßig Berichte schicken.
In die inneren Angelegenheiten der einzelnen Städte griffen die Venezianer nur mäßig ein. Meistens blieben die städtischen Statuten unangetastet, und es wurde nur ein venezianischer Adliger als Stadtoberhaupt eingesetzt. Das Regiment der aus der Lagunenstadt entsandten Beamten war nur dann hart, wenn es die militärische Notwendigkeit erforderte. So wurden zum Beispiel Sondersteuern für den Festungsbau erhoben.
In Bezug auf die religiösen Institutionen übertrugen die Venezianer ihr Staatskirchensystem auch auf die ferne Provinz. Das heißt, die Regierung der Republik sprach das entscheidende Wort bei der Besetzung der Bistümer und Abteien, manchmal auch der Pfarreien. Die Einmischung des Heiligen Stuhls wurde stets zurückgewiesen. Das althergebrachte Nebeneinander von Katholiken und Orthodoxen wurde toleriert. An der Bucht von Kotor gab es eine Reihe von Kirchen, die von beiden Konfessionen gemeinsam genutzt wurde.

### Türkenkriege

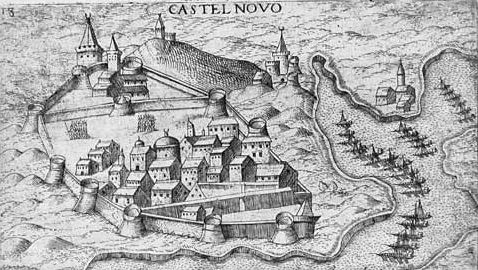
Ansicht von Herceg Novi (Castelnuovo) im 17. Jahrhundert. Gut zu erkennen die türkische Moschee im Zentrum der Stadt

Im 3. Venezianischen Türkenkrieg von 1499 bis 1503 verlor die Republik zwar Besitzungen in Griechenland, konnte sich aber im venezianischen Albanien und in Dalmatien weitgehend behaupten. 1528 wurde Antivari erstmals von den Osmanen eingenommen, aber bald darauf wieder zurückgegeben. Fast das gesamte 16. Jahrhundert hindurch herrschte an den türkisch-venezianischen Grenzen auf dem Balkan Kriegszustand mit wechselseitigen Überfällen. Davon ist meist auch das venezianische Albanien betroffen gewesen, wenngleich die Gegend nur Nebenkriegsschauplatz war.
Der 5. Venezianische Türkenkrieg von 1570 bis 1573, der durch die Seeschlacht von Lepanto in die Geschichte einging, endete für die Republik Venedig mit einer herben Niederlage. Nach dem Verlust Zyperns 1571 musste die Serenissima 1573 auch Antivari und Dulcigno abtreten. 1699 gelang dagegen die Erwerbung von Castelnuovo. Damit waren alle befestigten Orte an der Bucht von Kotor venezianisch. Seit dem Frieden von Passarowitz 1718 blieb es an den venezianisch-türkischen Grenzen friedlich.

### Auflösung der Provinz
Mit dem Ende der Republik Venedig kam das venezianische Albanien 1797 zusammen mit Dalmatien unter österreichische Herrschaft. Die kurz darauf vorgenommene Volkszählung ergab 38.000 Einwohner in dem Gebiet. Nach einem französischen Zwischenspiel zu Zeiten Napoleons bestätigte der Wiener Kongress Österreich 1815 im Besitz des Territoriums. Das Gebiet an der Bucht von Kotor verlor seine eigenständige Verwaltung und wurde als Landkreis Teil des Kronlands Dalmatien. Damit verschwand auch der Begriff Venezianisches Albanien aus der Geschichte, gelegentlich wurde danach stattdessen von Österreichisch-Albanien gesprochen. Heute ist die Küstenregion Teil Montenegros.

## Wirtschaft
Die Wirtschaft des venezianischen Albanien wurde bis zum Ende der Türkenkriege im 18. Jahrhundert durch die isolierte Lage an der Grenze und die häufigen Überfälle sehr gehemmt. Es gab in dem kleinen Küstengebiet nur wenig fruchtbares Ackerland. Für die Festungsbesatzungen mussten Lebensmittel eingeführt werden. Eine gewisse Bedeutung hatte die Fischerei. Viele Bocchesen, so wurden die Bewohner an der Bocche di Cattaro genannt, verdingten sich als Seeleute. Einheimische Kaufleute, vor allem die aus Perasto und Cattaro, engagierten sich seit dem 17. Jahrhundert zunehmend erfolgreich in der Handelsschifffahrt und machten dabei Ragusa Konkurrenz. Im 18. Jahrhundert hatten allein die Reedereien aus Perasto mehr als 100 Schiffe. Beim Übergang der Herrschaft an Österreich 1797 wurden insgesamt fast 400 Schiffe und 2500 Seeleute gezählt.
Während die Markusrepublik im 15. und 16. Jahrhundert mehr Geld für die Provinz aufwenden musste, als Steuern eingenommen wurden, war der Saldo im 18. Jahrhundert für die Lagunenstadt positiv.